# Oratori de Can Vidal
L'Oratori de Can Vidal és una creu de terme-oratori de Vilademuls (Pla de l'Estany) inclosa a l'Inventari del Patrimoni Arquitectònic de Catalunya.

## Descripció
La creu-oratori està situada al pati d'entrada de la masia de Can Vidal, al nucli de Sant Esteve de Guialbes. Té una peanya com a base, de planta quadrada amb motllures a la part superior. Al seu damunt hi ha una columna de secció quadrada amb els angles retallats i, a la part superior, la inscripció "Pere Vidal de S. Estebe, G. Antonia Compta m'han feta a 22 de abril l'any 1572". Corona la columna un templet rectangular tancat per tres costats, a l'interior del qual es troba una petita imatge de la Verge amb el Nen. Damunt està situada la creu.

## Història
Originalment, l'oratori estava situat a l'actual carretera de Sant Esteve de Guialbes. Durant la Guerra Civil es va destrossar part de la construcció. El 1939 va ser reconstruïda més a prop de la casa. La pilastra i el fust són els originals, però la fornícula i la creu són noves.